# Grotea cortesi
Grotea cortesi är en stekelart som först beskrevs av Porter 1989.  Grotea cortesi ingår i släktet Grotea och familjen brokparasitsteklar. Inga underarter finns listade i Catalogue of Life.